# Hoplitis tkalcuella
Hoplitis tkalcuella är en biart som beskrevs av Le Goff 2003. Hoplitis tkalcuella ingår i släktet gnagbin, och familjen buksamlarbin. Inga underarter finns listade i Catalogue of Life.